# نوآباد (رشت)
نوآباد  جماعت و شهرکی در کشور تاجیکستان است که در ناحیهٔ رشت ناحیه‌های تابع جمهوری قرار دارد. جمعیت این جماعت ۴۴۹۷ است.